# Lophialetes expeditus
Il lofialete (Lophialetes expeditus) è un mammifero perissodattilo estinto, imparentato con i tapiri. Visse nell'Eocene superiore (circa 37 - 34 milioni di anni fa) e i suoi resti fossili sono stati ritrovati in Asia.

## Descrizione
Questo animale era di piccole dimensioni: l'altezza al garrese non superava i 50 centimetri e la lunghezza totale non doveva oltrepassare un metro. Lophialetes era molto diverso dai tapiri attuali, non solo per quanto riguarda le dimensioni: la struttura del corpo era infatti decisamente gracile e le zampe erano molto allungate e sottili. 
Il cranio di Lophialetes mostrava, come nei tapiri attuali, un arretramento notevole delle ossa nasali, ancor più che nell'affine Schlosseria: questa caratteristica porta a supporre la presenza di una corta proboscide, simile a quella dei tapiri veri e propri. La dentatura di Lophialetes era molto diversa dai membri della famiglia Tapiridae, in quanto i molari erano dotati di creste molto simili a quelle presenti sui denti dei rinoceronti: nei molari superiori il metacono era piatto e non concavo, mentre i molari inferiori erano dotati di una struttura a mezzaluna ben sviluppata (selenodonti). 
Le zampe di Lophialetes erano estremamente allungate, con ulna e radio molto gracili, così come tibia e perone; gli arti erano tridattili, con il dito centrale più sviluppato. I metacarpi e i metatarsi erano allungatissimi, ancor più che in forme simili come Colodon. L'osso semilunare era interamente in contatto con l'osso uncinato.

## Classificazione
Lophialetes expeditus venne descritto per la prima volta da Matthew e Granger nel 1925, sulla base di resti fossili ritrovati in terreni dell'Eocene superiore in Mongolia Interna (Cina), nella formazione Irdin Manha. Altri fossili attribuiti alla stessa specie sono stati ritrovati in Mongolia e in altri giacimenti in Cina. Il genere Lophialetes è noto anche in Corea del Sud con la specie L. tokunagai (probabilmente un nomen dubium), in Kirghizistan e in Kazakistan. 
Lophialetes è un membro di una radiazione evolutiva di perissodattili arcaici che, nel corso dell'Eocene, andarono a occupare varie nicchie ecologiche. In particolare, Lophialetes è il genere eponimo dei Lophialetidae, un piccolo gruppo di perissodattili vicini all'origine dei tapiri, ma differenziatisi da questi ultimi e specializzati per la corsa e in alcune caratteristiche dentarie, tipici dell'Eocene superiore asiatico. Affine a Lophialetes era Schlosseria.

## Paleobiologia
Lophialetes doveva essere un veloce corridore, che si sviluppò nel corso della fine dell'Eocene in Asia, quando iniziarono a diffondersi ambienti molto aperti nelle pianure dell'Asia centrale. L'adattamento alla corsa risultò fondamentale per sopravvivere all'aumento di aridità e di terreni brulli. La competizione con altre forme di ungulati corridori, come gli artiodattili arcaici, portò però alla scomparsa di questi insoliti "tapiri" corridori alla fine dell'Eocene.
Uno studio riguardante l'usura dentaria di Lophialetes e Schlosseria ha evidenziato come il primo fosse probabilmente un animale dalla dieta varia, che ingeriva sedimento e piccole quantità di frutta durante la nutrizione; il secondo, invece, nel corso del tempo passò verso una dieta sempre più abrasiva. Ciò potrebbe essere stato causato dalla diminuzione delle temperature globali che portò al cambiamento di vegetazione terrestre e all'inaridimento generalizzato (Gong et al., 2020).